# La tutora
La tutora è un film del 2016 diretto da Iván Noel e ispirato al racconto Il giro di vite di Henry James.

## Trama
Mona viene assunta per fare da tutrice a due bambini orfani, Ángel ed Ema, che vivonoin un'antica e isolata magione di campagna. Ben presto la donna scoprirà che il luogo è infestato dallo spirito di un ex giardiniere che esercita un'influenza dannosa sui bambini ed in particolare su Ángel. 

## Produzione
Il film originariamente doveva essere intitolato Rodillas quemadas. La produzione è stata ritardata a causa della malattia della madre del regista e della morte di un famigliare di un membro della produzione. Le riprese sono durate 14 giorni.